# MOTEL
《MOTEL 》是日本樂團B'z第15張單曲

## 簡介
- Don't Leave Me發行歷經9個月所發行的單曲
- 初登場就獲得Oricon第一名
- 此張單曲收錄完，B+U+M就解散了
- 最終銷量約131.6萬張，為日本最暢銷單曲第117名。

## 製作人員
- 松本孝弘：吉他・全曲作曲・編曲
- 稲葉浩志：主唱・全曲作詞
- 明石昌夫：貝斯・全曲編曲
- 青山純：鼓
- 増田隆宣：電子琴
- 小野塚晃：鋼琴（#1）
- JUNICHI HIIRO Strings：弦樂器（#1）
- 数原晋ブラスセクション：黃銅（#2）
- 鈴木康志：合聲（#1）
- B+U+M

## 收錄曲
- 1.MOTEL (4:24)
- 2.hole in my heart (3:19)

## 主題曲
三貴・ブティックJOY 廣告曲。（#1）

## 收錄專輯
- B'z The Best "Treasure"（#1）
- B'z The "Mixture"（#2、Mixture mix）
- B'z The Best "ULTRA Treasure"（#1）